# Trausnitz
Trausnitz è un comune tedesco di 985 abitanti, situato nel land della Baviera.